# اس‌ام‌اس دویچلند (۱۸۷۴)
اس‌ام‌اس دویچلند (۱۸۷۴) (به انگلیسی: SMS Deutschland (1874)) یک کشتی بود که طول آن ۸۹٫۳۴ متر (۲۹۳٫۱ فوت) بود. این کشتی در سال ۱۸۷۴ ساخته شد.